# Thoksel
Thoksel – gaun wikas samiti we wschodniej części Nepalu w strefie Sagarmatha w dystrykcie Okhaldhunga. Według nepalskiego spisu powszechnego z 2001 roku liczył on 508 gospodarstw domowych i 2634 mieszkańców (1326 kobiet i 1308 mężczyzn).